# Aviapartner
Aviapartner ist ein belgisches Unternehmen mit Hauptfirmensitz am Flughafen Brüssel in Zaventem. Es wurde 1949 unter dem Namen Belgavia in Antwerpen gegründet und ist heute in sieben europäischen Ländern an 38 Flughäfen als Flugzeugabfertiger für rund 400.000 Flüge von über 400 Luftfahrtunternehmen tätig. 2012 wurden 61,7 Mio. Passagiere und rund eine Million Tonnen Fracht abgefertigt.
Anfang 2015 wurde bekannt gegeben, dass die Beteiligungsgesellschaft H.I.G. Capital eine Mehrheitsbeteiligung an Aviapartner erworben hat. Seit März 2020 wurde die H.I.G Capital durch den belgischen Privatier Laurent Levaux als Mehrheitsbeteiliger abgelöst.
In Deutschland ist das Unternehmen in Düsseldorf und Hannover vertreten. Weitere Standorte sind geplant. Düsseldorf ist die größte Station im gesamten Aviapartner Netzwerk mit ca. 870 eigenen Mitarbeitern und ca. 50 Leiharbeitnehmern. Die Betriebe in Deutschland kooperieren mit den Gewerkschaften und verfügen über Haustarifverträge und Betriebsräte.
Düsseldorf ist der Hauptsitz in Deutschland. Die Geschäftsführung hat seit Anfang 2020 Laurent Levaux, die Stationsleitung Düsseldorf liegt seit Februar 2017 bei Thomas Bethke, die Stationsleitung für Hannover liegt bei Serge Fabry.
Die Lizenz für die Station Düsseldorf im BVD war gültig bis März 2023 und wurde durch das Verkehrsministerium des Landes Nordrhein-Westfalen nicht verlängert. Ein gerichtlicher Eilantrag durch Aviapartner wurde abgelehnt. Seit April 2023 fertigt Aviapartner im Auftrag der Airline Assistance Switzerland weiterhin ausgewählte Airlines ab.

## Belege
1. 1 2  Facts & figures (Memento vom 15. August 2011 im Internet Archive)
2. ↑  US-Investor übernimmt Aviapartner (Seite nicht mehr abrufbar, festgestellt im Juli 2024. Suche in Webarchiven)  Info: Der Link wurde automatisch als defekt markiert. Bitte prüfe den Link gemäß Anleitung und entferne dann diesen Hinweis., auf verkehrsrundschau.de, abgerufen am 7. Dezember 2020
3. ↑  Aviapartner GmbH, auf companyhouse.de
4. ↑  Düsseldorf (Germany) | Aviapartner. Archiviert vom Original am 24. April 2018; abgerufen am 24. April 2018 (amerikanisches Englisch).
5. ↑  Hannover (Germany) | Aviapartner. Archiviert vom Original am 24. April 2018; abgerufen am 24. April 2018 (amerikanisches Englisch).